# Fričkovce
Fričkovce é um município da Eslováquia, situado no distrito de Bardejov, na região de Prešov. Tem 9,35 km² de área e sua população em 2018 foi estimada em 735 habitantes.

## Demografia
| Ano:        | 1994 | 2004   | 2014   | 2024   |
| ----------- | ---- | ------ | ------ | ------ |
| Broj ljudi: | 675  | 690    | 716    | 729    |
| Razlika:    |      | +2,22% | +3,76% | +1,81% |

| Ano:               | 2023 | 2024   |
| ------------------ | ---- | ------ |
| Número de pessoas: | 737  | 729    |
| Diferença:         |      | -1,08% |